# Knipowitschia caucasica
Knipowitschia caucasica of Kaukasische dwerggrondel is een  straalvinnige vissensoort uit de familie van grondels (Gobiidae). De wetenschappelijke naam van de soort is voor het eerst geldig gepubliceerd in 1916 door Berg.
De soort staat op de Rode Lijst van de IUCN als niet bedreigd, beoordelingsjaar 2008.
Voorjaar 2020 werd de vis voor het eerst waargenomen in de Biesbosch. Hij bleek ongemerkt al ruim verspreid te zijn in de Nederlandse rivieren en is, net als andere grondelsoorten, naar Nederland gemigreerd door het nieuwe Main-Donaukanaal. In het IJ van Amsterdam is de Kaukasische dwerggrondel gevonden in 2021.